# Sheryl Lee Ralph
Sheryl Lee Ralph (Waterbury, 30 dicembre 1955) è un'attrice, cantante e produttrice teatrale statunitense, specializzata nel genere musical.
Divenuta famosa per aver interpretato Deena Jones nel musical Dreamgirls a Broadway, che le vale una candidatura ai Tony Award, Ralph ottiene successo come attrice in numerosi film degli anni '80 e '90, tra cui Jamaica Cop, Il distinto gentiluomo, Sister Act 2, e in serie televisive, tra cui Moesha, Mamma in un istante e Fam. Dal 2021 interpreta Barbara Howard nella serie televisiva Abbott Elementary, grazie a cui viene premiata con un Premio Emmy nel 2022.
Nel corso della sua carriera ha inoltre pubblicato un album, In the Evening, prodotto spettacoli teatrali, tra cui Thoughts of a Colored Man. Nel 1989 ha vinto l'Independent Spirit Awards alla miglior attrice non protagonista per To Sleep with Anger.

## Biografia
Nata a Waterbury, nel Connecticut, figlia di Stanley Ralph, professore universitario, e di Ivy Ralph O.D., stilista giamaicana e creatrice del costume kariba, ha passato l'infanziona tra Mandeville in Giamaica, e l'isola di Long Island nello stato federale di New York. Ralph ha frequentato la Uniondale High School nel sobborgo di Uniondale di Hempstead, New York, dove ha iniziato a mostrare interesse per la recitazione nelle rappresentazioni teatrali scolastiche. Successivamente ad aver ottenuto il diploma, viene eletta Miss Black Teen-age New York.

A 19 anni, Ralph è stata la più giovane donna a laurearsi alla Rutgers University; durante il periodo trascorso alla Rutgers, Ralph è stata una delle prime vincitrici delle borse di studio per la recitazione, assegnate dal Kennedy Center American College Theater Festival, venendo menzionata dalla rivista Glamour come una delle dieci migliori donne universitarie d'America. Dopo essersi iscritta alla facoltà di medicina. Ralph ha vinto una borsa di studio in un concorso dell'American College Theater Festival, decidendo di dedicarsi unicamente allo studio delle arti dello spettacolo. 

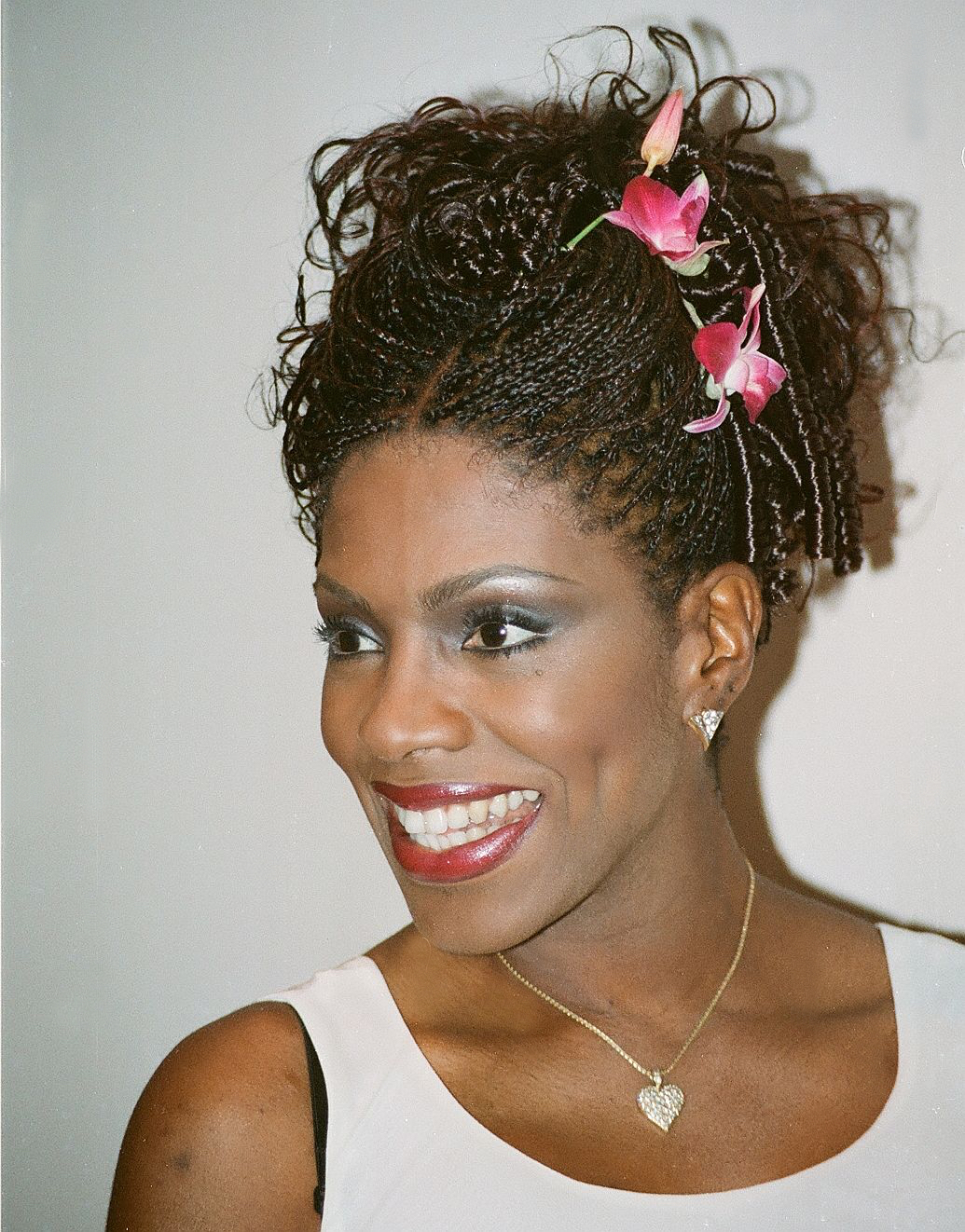
Sheryl lee Ralph nel 1997

Dalla fine degli anni '70, Ralph inizia interpretando ruolo secondari in film cinematografici e televisivi, tra cui A Piece of the Action, sotto la regia di Sidney Poitier, Good Times, Wonder Woman e I Jefferson. Ralph ha iniziato la sua carriera teatrale venendo scelta nel cast del musical Swing, andato in scena al Samuel J. Friedman Theatre di Broadway nel 1980. Nel 1981 viene scritturata assieme a Jennifer Holliday, Loretta Devine e Ben Harney nel debutto del musical Dreamgirls di Henry Krieger e coreografato da Michael Bennett. Il musical ottiene ampio successo, ricevendo sette candidature ai Tony Award, tra cui la candidatura di Ralph come miglior attrice protagonista in un musical.
Nel 1984, Ralph ha pubblicato il suo unico album In the Evening, la cui traccia eponima ha raggiunto la posizione 6 nella classifica dei singoli della Dance Club Songs dello stesso anno. Successivamente ricopre il ruolo di Ginger St. James in Nancy, Sonny & Co. (It's a Living) dalla 4º alla 6º stagione, mentre nel 1988 doppia il personaggio di Rita nel film della Disney Animation Studios Oliver & Company.
Il primo ruolo da protagonista della Ralph in un film è quello della moglie di Denzel Washington in Jamaica Cop, uscito nel 1989. Nello stesso anno è presente nel cast del film Skin Deep - Il piacere è tutto mio, sotto la regia di Blake Edwards, e nel film indipendente Dormire con rabbia (To Sleep with Ange) di Charles Burnett, interpretazione che le vale l'Independent Spirit Awards alla miglior attrice non protagonista. Dopo un ritorno sullo schermo televisivo nella miniserie New Attitude, Nel 1992 recita con Robert De Niro nel ruolo di protagonista in Amanti, primedonne (Mistress), sotto la regia di Barry Primus. e nel ruolo di co-protagonista con Eddie Murphy in Il distinto gentiluomo diretto da Jonathan Lynn. Dal 1992 al 1993 recita nella serie televisiva Quattro donne in carriera, tornado al cinema nel sequel Sister Act 2 - Più svitata che mai recitando con Whoopi Goldberg. Dopo essere apparsa in alcuni film e serie televisive, tra cui I Flintstones (1994) e Il rovescio della medaglia (1995), Ralph entra a far parte del cast principale della serie televisiva Moesha, interpretando il ruolo di Deidra "Dee" Mitchell per tutte e sei le stagioni, che le vale quattro candidature ai NAACP Image Award alla miglior attrice non protagonista in una serie commedia. Contemporaneamente, tra il 1996 e il 1999 , l'attrice recita in ruoli minori in film e serie televisive, tra cui in Bogus - L'amico immaginario (1996) e Deterrence - Minaccia nucleare (1999).

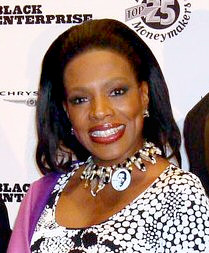
Sheryl Lee Ralph nel 2008

Nel 2000, dopo aver recitato in Lost in the Pershing Point Hotel, Ralph appare in un episodio di Sabrina, vita da strega e come personaggio ricorrente in The District. Nel 2001 è presente nel cast del film televisivo Uno scimpanzé di... famiglia e viene ingaggiata come doppiatrice in alcune serie televisive animate come Ricreazione (Disney's Recess), Justice League, La famiglia Proud e Static Shock. Nel 2002 Ralph torna a recitare a Broadway nel musical Thoroughly Modern Millie interpretando il ruolo di Muzzy Van Hossmere. Il musical, diretto da Michael Mayer e coreografato da Rob Ashford, vince sei Tony Award e cinque Drama Desk Award, tra cui al miglior musical in entrambe le premiazioni. Negli anni successivi viene ingaggiata per delle comparse in alcune serie televisive, tra cui Las Vegas, Whoopi, Settimo cielo, E.R. - Medici in prima linea, Hannah Montana, e ottiene un ruolo minore ricorrente in Barbershop.
Tra il 2010 e il 2012 recita nei film Blessed and Cursed, The Cost of Heaven, e Christmas in Compton. Tra il 2013 e il 2015 entra a far parte dei cast delle serie televisive Ray Donovan, recitando nel ruolo di Claudette Boone nella prima e seconda stagione, in One Love e in Mamma in un istante. Nel 2016 recita in Criminal Minds e nel 2017 recita nella miniserie biografica H.E.I.R. di suo figlio, Etienne Maurice, e Dominic Nash, figlio dell'attrice Niecy Nash, sui pregiudizi dei figli d'autore. Sempre nel 2017 torna a Broadway per la prima volta in quasi quindici anni per recitare nel musical Wicked al Gershwin Theatre, divenendo la prima attrice afroamericana ad interpretare il ruolo di Madame Morrible. Successivamente recite nelle serie televisive One Mississippi e MacGyver, e viene scelta nel cast del film È solo l'inizio (Just Getting Started) di Ron Shelton e Step Sisters di Charles Stone III. Dal 2018 torna a recitare in nelle serie televisive Claws, The Quad, e Fam.
Nel 2020 viene scritturata per il film C'era una truffa a Hollywood, diretto da George Gallo, recitando nuovamente al fianco di Robert De Niro. Nello stesso anno entra a far parte del cast di Motherland: Fort Salem, interpretando il ruolo di President Kelly Wadesino sino al 2022. Nel 2021 Ralph entra a far parte del cast principale della serie Abbott Elementary, interpretazione acclamata dalla critica, facendo vincere all'attrice un Emmy Award, un Critics' Choice Awards e ricevendo una candidatura al Golden Globe per la miglior attrice non protagonista in una serie commedia. Tra il 2021 e il 2022  Ralph torna inoltre a recitare a teatro in Goosebumps The Musical e producendo Thoughts of a Colored Man, diretto da Keenan Scott II, e Ohio State Murders di Adrienne Kennedy.

## Vita privata
È stata sposata dal 1990 al 2001 con il collezionista d'arte e imprenditore francese Eric Maurice da cui ha avuto due figli: Etienne (1992) e Ivy-Victoria (1995). Dal 2005 è sposata con il politico e membro democratico del Senato della Pennsylvania Vincent Hughes.

## Filmografia parziale

### Attrice

#### Cinema
- A Piece of the Action, regia di Sidney Poitier (1977)
- Jamaica Cop (The Mighty Quinn), regia di Carl Schenkel (1989)
- Skin Deep - Il piacere è tutto mio (Skin Deep), regia di Blake Edwards (1989)
- Dormire con rabbia (To Sleep with Ange), regia di Charles Burnett (1989)
- Il distinto gentiluomo (The Distinguished Gentleman), regia di Jonathan Lynn (1992)
- Amanti, primedonne (Mistress), regia di Barry Primus (1992)
- Sister Act 2 - Più svitata che mai (Sister Act 2: Back in the Habit), regia di Bill Duke (1993)
- I Flintstones (The Flintstones), regia di Brian Levant (1994)
- Il rovescio della medaglia (White Man's Burden), regia di Desmond Nakano (1995)
- Jamaica Beat, regia di Mark Melnick (1995)
- Bogus - L'amico immaginario (Bogus), regia di Norman Jewison (1996)
- Unconditional Love, regia di Steven Rush (1999)
- Deterrence - Minaccia nucleare (Deterrence), regia di Rod Lurie (1999)
- Lost in the Pershing Point Hotel, regia di Julia Jay Pierrepont III (2000)
- Baby of the Family, regia di Jonee Ansa (2002)
- Frankie D, regia di Rosemary Edelman (2007)
- Blessed and Cursed, regia di Kenneth Johnson (2010)
- The Cost of Heaven, regia di  Joel Kapity (2010)
- Christmas in Compton, regia di David Raynr (2012)
- È solo l'inizio (Just Getting Started), regia di Ron Shelton (2017)
- Step Sisters, regia di Charles Stone III (2018)
- C'era una truffa a Hollywood (The Comeback Trail), regia di George Gallo (2020)
- The Fabulous Four, regia di Jocelyn Moorhouse (2024)

#### Televisione
- Quattro donne in carriera (Designing Women) – serie TV, 22 episodi (1992-1993)
- George – serie TV, 10 episodi (1993-1994)
- Witch Hunt – film TV (1994)
- Street Gear – serie TV, 13 episodi (1995)
- Moesha – serie TV, 120 episodi (1996-2001)
- Sabrina, vita da strega (Sabrina, the Teenage Witch) – serie TV, 1 episodio (1999)
- The District  – serie TV, 4 episodi (2000-2001)
- Uno scimpanzé di... famiglia (The Jennie Project) – film TV (2001)
- Whoopi – serie TV, 1 episodio (2003)
- Las Vegas – serie TV, 1 episodio (2003)
- Da Kink in My Hair – film TV (2004)
- Barbershop – serie TV, 4 episodi (2005)
- E.R. - Medici in prima linea (ER) – serie TV, 2 episodi (2006)
- Settimo cielo (7th Heaven) – serie TV, 1 episodio (2006)
- Exes and Ohs – serie TV, 1 episodio (2007)
- Odicie – film TV (2007)
- Hannah Montana – serie TV, 1 episodio (2008)
- Mamma in un istante (Instant Mom) – serie TV, 65 episodi (2013-2015)
- Ray Donovan – serie TV, 10 episodi (2013-2020)
- 2 Broke Girls – serie TV, 1 episodio (2014)
- Nicky, Ricky, Dicky & Dawn – serie TV, 1 episodio (2014)
- Un papà da Oscar (See Dad Run) – serie TV, 2 episodi (2014)
- One Love – serie TV, 8 episodi (2014)
- Nicky, Ricky, Dicky & Dawn – serie TV, episodio 1x09 (2015)
- Criminal Minds – serie TV, 2 episodi (2016)
- Crushed – film TV (2016)
- One Mississippi – serie TV, 5 episodi (2017)
- MacGyver – serie TV, 3 episodi (2017-2019)
- Christmas at Holly Lodge – film TV (2017)
- The Quad – serie TV, 3 episodi (2018)
- Claws – serie TV, 5 episodi (2018)
- Fam – serie TV, 13 episodi (2019)
- Christmas Hotel – film TV (2019)
- Fashionably Yours – film TV (2019)
- Christmas Comes Twice – film TV (2020)
- Motherland: Fort Salem – serie TV, 9 episodi (2020-2022)
- Abbott Elementary – serie TV (2021-in corso)

### Doppiatrice

#### Film
- Oliver & Company – film, regia di George Scribner (1988)
- La famiglia della giungla (The Wild Thornberrys) – serie TV, 1 episodio (1998)
- Ricreazione (Disney's Recess) – serie TV, 1 episodio (2000)
- Justice League – serie TV, 1 episodio (2002)
- La famiglia Proud (The Proud Family) – serie TV, 2 episodi (2002)
- Static Shock – serie TV, 2 episodi (2002-2003)
- BioShock 2 – videogioco (2010)

## Teatro

### Attrice
- Swing di Melvin Van Peebles e Stafford Harrison. Samuel J. Friedman Theatre di Broadway (1980)
- Dreamgirls di Henry Krieger e Frederick Loewe. Imperial Theatre di Broadway (1981)
- Thoroughly Modern Millie di Michael Mayer. Marquis Theatre di Broadway (2002)
- Wicked di Stephen Schwartz e Winnie Holzman. Gershwin Theatre di Broadway (2016-2017)
- Goosebumps The Musical di John Maclay. (2021)

### Produttrice
- Thoughts of a Colored Man di Keenan Scott II, Golden Theatre di Broadway (2021)
- Ohio State Murders di Adrienne Kennedy, James Earl Jones Theatre di Broadway (2022-2023)

## Discografia

### Album in studio
- In the Evening (1984)

### Singoli
- When I First Saw You (1983)
- In the Evening (1984)
- You're So Romantic (1984)
- Here Comes the Rain Again (1999)
- Blood Sweat & Tears (2024)

## Riconoscimenti
- Golden Globe
  - 2023 – Candidatura alla miglior attrice non protagonista in una serie per Abbott Elementary
- Premio Emmy
  - 2022 – Migliore attrice non protagonista in una serie commedia per Abbott Elementary
  - 2023 – Candidatura per la migliore attrice non protagonista in una serie commedia per Abbott Elementary
- Tony Award
  - 1982 – Candidatura alla miglior attrice protagonista in un musical per Dreamgirls
- Critics' Choice Awards
  - 2023 – Migliore attrice non protagonista in una serie commedia per Abbott Elementary
- Drama Desk Award
  - 1982 – Candidatura alla miglior attrice in un musical per Dreamgirls
- NAACP Image Award
  - 1989 – Candidatura alla miglior attrice in un film per Jamaica Cop
  - 1998 – Candidatura alla miglior attrice non protagonista in una serie commedia per Moesha
  - 1999 – Candidatura alla miglior attrice non protagonista in una serie commedia per Moesha
  - 2000 – Candidatura alla miglior attrice non protagonista in una serie commedia per Moesha
  - 2001 – Candidatura alla miglior attrice non protagonista in una serie commedia per Moesha
  - 2002 – Candidatura alla miglior attrice non protagonista in una serie commedia per Moesha
  - 2023- Candidatura alla miglior attrice non protagonista in una serie commedia per Abbott Elementary
- Independent Spirit Awards
  - 1989 – Miglior attrice non protagonista per To Sleep with Anger
  - 2023- Candidatura alla migliore interpretazione non protagonista in una nuova serie sceneggiata per Abbott Elementary
- Screen Actors Guild Awards
  - 2023- Miglior cast in una serie commedia per Abbott Elementary

## Doppiatrici italiane
Nelle versioni in italiano delle opere in cui ha recitato, Sheryl Lee Ralph è stata doppiata da:
- Barbara Castracane in Ray Donovan, Abbott Elementary
- Paola Giannetti in Sister Act 2 - Più svitata che mai
- Paila Pavese in Sabrina, vita da strega
- Roberta Paladini in The District
- Cinzia Massironi in Mamma in un istante
- Antonella Giannini in One Mississippi
- Anna Rita Pasanisi in Criminal Minds
- Alessandra Cassioli in Motherland: Fort Salem

Da doppiatrice è sostituita da:
- Manuela Andrei in Oliver & Company
- Simona Biasetti in BioShock 2